# Duyên hải Nam Trung Bộ

Vị trí vùng Duyên hải Nam Trung Bộ trên bản đồ Việt Nam

Nam Trung Bộ là vùng địa phương của phía nam thuộc Trung Bộ Việt Nam, với thành phố trọng điểm và lớn nhất là thành phố Đà Nẵng. Nam Trung Bộ là vùng có nhiều tỉnh, thành phố nhất Việt Nam.

## Vị trí
Vùng Duyên hải Nam Trung Bộ tiếp giáp Đông Nam Bộ ở phía nam, thuận lợi trong giao lưu phát triển kinh tế và chịu ảnh hưởng mạnh mẽ của Đông Nam Bộ trong quá trình phát triển; giáp với Tây Nguyên và là cửa ngõ ra biển của Tây Nguyên, Campuchia, Thái Lan, thuận lợi giao lưu phát triển kinh tế và hình thành nền kinh tế mở.
Vùng Duyên hải Nam Trung Bộ có vị trí địa lý kinh tế rất thuận lợi, nằm trên các trục giao thông đường bộ, đường sắt, đường hàng không và đường biển, gần khu tam giác kinh tế trọng điểm vùng Đông Nam Bộ; cửa ngõ của Tây Nguyên, của Đường Xuyên Á ra biển nối với đường hàng hải quốc tế.

## Hành chính
| STT       | Tên        | Trung tâm hành chính (phường) | Diện tích (km²) | Dân số (người) | Mật độ (người/km²) | Hành chính | Hành chính | Hành chính | Biển số xe | Mã vùng ĐT |
| STT       | Tên        | Trung tâm hành chính (phường) | Diện tích (km²) | Dân số (người) | Mật độ (người/km²) | Phường     | Xã         | Đặc khu    | Biển số xe | Mã vùng ĐT |
| --------- | ---------- | ----------------------------- | --------------- | -------------- | ------------------ | ---------- | ---------- | ---------- | ---------- | ---------- |
| 1         | Đà Nẵng    | Hải Châu                      | 11.859,59       | 3.065.628      | 258                | 23         | 70         | 1          | 43, 92     | 236        |
| 2         | Quảng Ngãi | Cẩm Thành                     | 14.832,55       | 2.161.755      | 145                | 9          | 86         | 1          | 76, 82     | 255        |
| 3         | Gia Lai    | Quy Nhơn                      | 21.576,93       | 3.583.693      | 166                | 25         | 110        | 0          | 77, 81     | 269        |
| 4         | Đắk Lắk    | Buôn Ma Thuột                 | 18.096,40       | 3.346.853      | 184                | 14         | 88         | 0          | 47, 78     | 262        |
| 5         | Khánh Hòa  | Nha Trang                     | 8.555,86        | 2.243.554      | 262                | 16         | 48         | 1          | 79, 85     | 258        |
| 6         | Lâm Đồng   | Xuân Hương – Đà Lạt           | 24.233,07       | 3.872.999      | 159                | 20         | 103        | 1          | 48, 49, 86 | 263        |
| Toàn vùng | Toàn vùng  | Toàn vùng                     | 99.154,4        | 18.274.482     | 184                | 107        | 505        | 4          |            |            |

## Lịch sử hình thành và phát triển
Nguồn: Tổng cục Thống kê Việt Nam.
Theo cách chia Trung Bộ thành 4 phần Bắc, Trung, Nam và Tây Nguyên thì Duyên hải Nam Trung Bộ gồm 3 tỉnh: Khánh Hòa, Ninh Thuận, Bình Thuận. Thành phố Đà Nẵng và các tỉnh Quảng Nam, Quảng Ngãi, Bình Định, Phú Yên cùng với các tỉnh Quảng Bình, Quảng Trị, Thừa Thiên Huế hợp thành vùng (Duyên hải) Trung Trung Bộ. Thành phố trung tâm và lớn nhất là thành phố Đà Nẵng.
Tài liệu trước đây của Tổng cục Thống kê Việt Nam và một số ít tài liệu khác dựa theo số liệu thống kê của Tổng cục Thống kê lại xếp 2 tỉnh Ninh Thuận, Bình Thuận (thuộc vùng Duyên hải Nam Trung Bộ) vào vùng Đông Nam Bộ. Hiện nay Tổng cục Thống kê đã xếp Bình Thuận cùng Ninh Thuận vào vùng Duyên hải Nam Trung Bộ.
Hiện nay, hầu hết các đô thị vốn trước đây là thị xã tỉnh lỵ của các tỉnh trong vùng đều đã trở thành các thành phố trực thuộc tỉnh (ngoại trừ Đà Nẵng trực thuộc trung ương từ đầu năm 1997). Trong đó, tỉnh Quảng Nam có 2 thành phố là Tam Kỳ và Hội An, tỉnh Khánh Hòa có 2 thành phố là Nha Trang và Cam Ranh.
Trong suốt thời kỳ từ sau năm 1975 cho đến năm 1986, toàn vùng Nam Trung Bộ chỉ có 2 thành phố là Đà Nẵng và Nha Trang. Từ năm 1986 đến nay, lần lượt các thị xã được nâng cấp trở thành các thành phố trực thuộc tỉnh.
Các thành phố trước năm 1986:
- Đà Nẵng: lập ngày 19 tháng 7 năm 1888 theo Sắc lệnh của Tổng thống Pháp
- Nha Trang: thành lập thị xã ngày 7 tháng 5 năm 1937 theo Sắc lệnh của Toàn quyền Đông Dương. Tháng 3 năm 1977, nâng cấp lên thành phố trực thuộc tỉnh Phú Khánh. Hiện nay là đô thị loại 1, và là một trong các trung tâm lớn của vùng.

Các thành phố từ năm 1986 đến nay:
- Quy Nhơn: thành lập thị xã ngày 20/10/1898, dưới triều Thành Thái, đến ngày 3 tháng 7 năm 1986 nâng cấp lên thành phố theo Nghị định số 81/HĐBT.[5] Hiện nay là đô thị loại 1, và là một trong các trung tâm lớn của vùng.
- Phan Thiết: thành lập thị xã theo chỉ dụ của nhà Nguyễn năm 1898. Đến ngày 25 tháng 8 năm 1999 thành lập thành phố theo Nghị định số 81/1999/NĐ-CP.[6]
- Tuy Hòa: lập ngày 5 tháng 1 năm 2005 theo Nghị định số 03/2005/NĐ-CP.[7]
- Thành phố Quảng Ngãi: lập ngày 26 tháng 8 năm 2005 theo Nghị định số 112/2005/NĐ-CP.[8]
- Tam Kỳ: lập ngày 29 tháng 9 năm 2006 theo Nghị định số 113/2006/NĐ-CP.[9]
- Phan Rang – Tháp Chàm: lập ngày 8 tháng 2 năm 2007 theo Nghị định số 21/2007/NĐ-CP.[10]
- Hội An: lập ngày 29 tháng 1 năm 2008 theo Nghị định số 10/2008/NĐ-CP.[11]
- Cam Ranh: lập ngày 23 tháng 12 năm 2010 theo Nghị định số 65/NQ-CP.[12]

Hiện nay, ở vùng Duyên hải Nam Trung Bộ có 3 đô thị loại I: thành phố Đà Nẵng (trực thuộc Trung ương), Quy Nhơn (thuộc tỉnh Bình Định), Nha Trang (thuộc tỉnh Khánh Hòa). Các thành phố là đô thị loại II: Tam Kỳ (thuộc tỉnh Quảng Nam), Quảng Ngãi (thuộc tỉnh Quảng Ngãi), Tuy Hòa (thuộc tỉnh Phú Yên), Phan Rang – Tháp Chàm (thuộc tỉnh Ninh Thuận), Phan Thiết (thuộc tỉnh Bình Thuận). Các thành phố còn lại hiện nay đều là các đô thị loại III trực thuộc tỉnh.

## Tài nguyên
Địa hình: Các vùng gò, đồi thuận lợi chăn nuôi bò, dê, cừu. Đồng bằng Tuy Hòa màu mỡ thuận lợi sản xuất lương thực thực phẩm.
Tài nguyên lớn nhất của vùng là kinh tế biển. Kinh tế biển ở đây bao gồm: Nguồn lợi hải sản (chiếm gần 20% sản lượng đánh bắt của cả nước) và nuôi trồng thủy sản, nhất là các loại đặc sản (tôm, tôm hùm, cá mú, ngọc trai...) với diện tích có thể nuôi trồng là 60.000 ha trên các loại thủy vực: mặn, ngọt, lợ. Vận tải biển trong nước và quốc tế. Chùm cảng nước sâu đảm bảo tàu có trọng tải lớn vào được, có sẵn cơ sở hạ tầng và nhiều đất xây dựng để xây dựng các khu công nghiệp tập trung gắn với các cảng nước sâu và với vị trí địa lý của mình có thể chọn làm cửa ngõ ra biển cho đường "xuyên Á". Có triển vọng về dầu khí ở thềm lục địa.
Vùng Duyên hải Nam Trung Bộ nằm trong khu vực có tiềm năng về khoáng sản của Việt Nam, đáng chú ý là sa khoáng nặng, cát trắng (cho phép vùng trở thành trung tâm phát triển công nghiệp thủy tinh, kính quang học), đá ốp lát, nước khoáng, vàng...
Vùng Duyên hải Nam Trung Bộ có nhiều sân bay quốc tế và có nhiều cảng biển nước sâu có thể đón được các loại tàu biển có trọng tải lớn như cảng Cam Ranh, Khánh Hòa, một trong những cảng biển nước sâu lớn nhất cả nước. Đồng bằng Quảng Ngãi rộng khoảng 1.200 km² bao gồm cả thung lũng sông Trà Khúc và sông Vệ cũng được cấu tạo tương tự đồng bằng Quảng Nam. Nhưng vào mùa khô sông Trà Khúc và sông Vệ đều cạn nước đến mức người ta có thể lội qua, hiện nay trên sông Trà Khúc đã có công trình thủy nông Thạch Nham ngăn sông, xây dựng hệ thống kênh mương chuyển nước phục vụ sản xuất cho nhiều huyện. 
Khí hậu: có hai mùa mưa khô tương phản rõ rệt. Mùa mưa kéo dài từ tháng 9 đến tháng 12. Lượng mưa trung bình năm vào khoảng 900 đến 1000 mm.

## Du lịch
Du lịch biển, đảo và di tích lịch sử văn hóa dân tộc là nguồn lực quan trọng, là một trong 3 trung tâm du lịch của cả nước (ngoài thủ đô Hà Nội và Thành phố Hồ Chí Minh), trong đó nổi bật là dải Đà Nẵng - Hội An, Quy Nhơn - Phú Yên, Nha Trang - Cam Ranh - Ninh Chử, và Mũi Né. Sân bay quốc tế Đà Nẵng và Cam Ranh là 2 sân bay lớn trong vùng, đón lượng lớn khách du lịch nước ngoài cũng như trong nước. Bên cạnh đó, sân bay Phù Cát ở Bình Định cũng tăng trưởng liên tục về lượng khách thông quan trong nhiều năm qua, hiện đang đúng thứ 3 về lưu lượng khai thác. Và đang mở thêm các đường bay mới trong nước cũng như ra quốc tế (đến Hàn Quốc, Trung Quốc, Thái Lan).

## Kinh tế
Có nhiều bãi tôm, bãi cá, đặc biệt ở vùng cực Nam Trung Bộ. Có ngư trường lớn ở Hoàng Sa (Đà Nẵng) và Trường Sa (Khánh Hòa).
Sản lượng đánh bắt hải sản năm 2006 đã hơn 624.000 tấn, trong đó sản lượng cá chiếm 420.000 tấn.
Trong vùng có nhiều vũng, vịnh, đầm phá... có lợi cho việc nuôi trồng thủy sản. Nuôi tôm hùm, tôm sú đang phát triển mạnh, nhất là ở Phú Yên và Khánh Hòa.
Tương lai ngành thủy hải sản sẽ giải quyết được vấn đề lương thực của vùng và cung cấp được nhiều sản phẩm giúp chuyển dịch cơ cấu nông thôn ven biển.
Tuy nhiên, việc khai thác hợp lý và bảo vệ nguồn lợi thủy sản (nhất là Hoàng Sa - Trường Sa) là rất cấp bách.

### Du lịch hàng hải
Duyên hải Nam Trung Bộ là vùng có nhiều điều kiện thuận lợi nhất để xây dựng các cảng nước sâu do bờ vịnh khúc khuỷu, nhiều vịnh nước sâu.
Hiện tại có một số cảng lớn do Trung ương quản lý như: Đà Nẵng, Quy Nhơn (sản lượng hàng hoá lớn thứ 3 cả nước), Cam Ranh..., cảng nước sâu Dung Quất. Ở vịnh Vân Phong sẽ hình thành cảng trung chuyển quốc tế lớn nhất nước, và cạnh tranh với các cảng lớn trong khu vực.
Ngành du lịch phát triển mạnh nhờ có nhiều bãi biển lý tưởng, thắng cảnh đẹp, di tích lịch sử, văn hóa đa dạng.
Đà Nẵng và Quy Nhơn là một trong những đầu mối giao thông đường biển quan trọng nhất của cả nước.

## Dân cư
Vùng Duyên hải Nam Trung Bộ có số dân là 9.385.214 người. 3 tỉnh Quảng Nam, Bình Thuận và Bình Định có dân số đông nhất, dân số của riêng 3 tỉnh này chiếm gần một nửa dân số của vùng (45,2%).
Có khoản 3,9 triệu người (38% dân số) sinh sống ở các thành phố và khu dân cư. Đà Nẵng, Khánh Hòa, Bình Định và Bình Thuận là 4 địa phương có đa số dân cư sống ở thành thị. Trong khi đó đa số dân cư Quảng Nam, Quảng Ngãi lại sống ở nông thôn.
Từ năm 2000 đến 2017, tỉ lệ tăng dân số trung bình hằng năm của vùng là 1,22%. Trong đó Đà Nẵng là địa phương tăng nhanh nhất - khoảng 1,95%; Quảng Nam, Quảng Ngãi, Bình Định tăng chậm nhất - khoảng 1%. Bốn tỉnh còn lại có tốc độ tăng từ 1,26% (Khánh Hòa) đến 1,59% (Ninh Thuận).
Như các vùng khác, dân tộc chiếm đa số của vùng là dân tộc Kinh. Có một vài dân tộc thiểu số, trong đó đáng chú ý là dân tộc Chăm. Họ sống chủ yếu ở xung quanh thành phố Phan Rang - Tháp Chàm (tỉnh lị Ninh Thuận) và phía bắc tỉnh Bình Thuận. Họ cũng sống rải rác ở một số nơi khác, như phía nam tỉnh Bình Định. Những dân tộc thiểu số khác sống ở phần đồi núi phía tây của vùng Duyên hải Nam Trung Bộ. Vùng sinh sống của đồng bào dân tộc thiểu số chiếm hơn một nửa diện tích của tỉnh Quảng Nam, Quảng Ngãi.

## Đô thị
Tính đến ngày 19 tháng 5 năm 2022, vùng Duyên hải Nam Trung Bộ có:
- 1 thành phố đô thị loại I trực thuộc trung ương: Đà Nẵng
- 2 thành phố đô thị loại I trực thuộc tỉnh: Quy Nhơn, Nha Trang.
- 5 thành phố đô thị loại II gồm 5 thành phố trực thuộc tỉnh: Tam Kỳ, Quảng Ngãi, Tuy Hòa, Phan Rang – Tháp Chàm, Phan Thiết.
- 5 đô thị loại III gồm 2 thành phố trực thuộc tỉnh: Hội An, Cam Ranh và 3 thị xã: An Nhơn, Sông Cầu, La Gi.
- 10 đô thị loại IV gồm 5 thị xã: Điện Bàn, Đức Phổ, Hoài Nhơn, Đông Hòa, Ninh Hòa; 2 huyện: Núi Thành, Diên Khánh và 3 thị trấn: Phú Phong, Vạn Giã, Phan Rí Cửa.